# Мєдбор'ярплацен (станція метро)
59°18′53″ пн. ш. 18°04′19″ сх. д. / 59.314722° пн. ш. 18.071944° сх. д.
«Мєдбор'ярплацен» (швед. Medborgarplatsen) — станція Зеленої лінії Стокгольмського метрополітену, обслуговується потягами маршрутів Т17, Т18 та Т19
Відстань від станції Слюссен 0.6 км.
Пасажирообіг станції в будень — 26,750 осіб (2019)

Розташування: під площею Мєдбор'ярплацен, Седермальм, Стокгольм.
Конструкція: односклепінна станція мілкого закладення з однією острівною прямою платформою.

## Історія
та Мідбор'ярплацен, є найстарішими станціями метро, що фактично випередили цю систему на кілька років. 
Станція знаходиться в Седертуннельн, тунелі, спочатку побудованому в 1933 році для використання на маршрутах 8 і 19 стокгольмського трамваю. 
1 жовтня 1950 року тунель став частиною першої лінії метро Стокгольма, у складі лінії від Слюссена до Гекараньєн, тунель і станція були реконструйовані до повного стандарту метро. 
Спочатку відома як Седра-Банторгет, станція отримала свою нинішню назву в 1944 році. 
В 1950 році вона стала частиною першої лінії метро Стокгольма, адаптація метростанції вимагала розширення станційних платформ на північ для розміщення поїздів метро, і ця робота не була завершена, коли лінія відкрилася 1 жовтня, а станція знову відкрита до 1 листопада. 
Вхід до Бйорнс-тредгорд було відкрито 29 листопада 1995 року 

## Операції
| Попередня станція           | Лінія | Лінія     | Лінія | Наступна станція            |
| --------------------------- | ----- | --------- | ----- | --------------------------- |
| Слюссен до Окесгов          |       | Лінія T17 |       | Сканстулль до Скарпнек      |
| Слюссен до Альвік           |       | Лінія T18 |       | Сканстулль до Фарста-странд |
| Слюссен до Гессельбю-странд |       | Лінія T19 |       | Сканстулль до Гагсетра      |